# In viaggio con Pippo
In viaggio con Pippo (A Goofy Movie) è un film d'animazione del 1995 diretto da Kevin Lima e distribuito da Walt Disney Pictures con i protagonisti della serie animata Ecco Pippo!

## Trama
Max è uno studente liceale appassionato di musica, in particolare del cantante pop Powerline. È innamorato di Roxanne, una sua compagna di scuola, ma si sente inadeguato e impacciato nel tentativo di ricevere le sue attenzioni. A complicare le cose vi è il suo maldestro e svampito padre Pippo, che spesso non comprende le sue esigenze e finisce col metterlo in imbarazzo davanti ai suoi coetanei.
L'ultimo giorno di scuola, con l’aiuto degli amici Bobby e PJ, Max organizza un concerto in playback a sorpresa durante un'assemblea dove sono presenti tutti gli studenti, compreso il brusco preside Mazur. Messo quest'ultimo temporaneamente fuori gioco, il ragazzo balla e canta sulle note di una canzone di Powerline tentando di impressionare Roxanne; ma proprio sul più bello l’esibizione viene interrotta dal preside. Questi, ovviamente furente per la bravata fatta da Max, lo richiama nel proprio ufficio, insieme ai suoi due amici. Mentre Mazur parla con Bobby, Max viene raggiunto da Roxanne. Armandosi di coraggio, Max riesce a chiederle di andare con lui alla festa che Stacy, un’amica di Roxanne, terrà qualche giorno dopo a casa sua per assistere tutti insieme all'imminente concerto di Powerline di Los Angeles. Roxanne accetta e Max esulta per la gioia, provocando l'ennesima confusione. Il preside, uscito dall'ufficio a seguito della baraonda provocata da Max vede l'accaduto, finisce per arrabbiarsi ancora di più e decide di chiamare il padre del ragazzo per metterlo al corrente dei comportamenti del figlio. 
Mentre è al lavoro con il meschino e arrogante padre di PJ, Pietro, Pippo riceve una telefonata dal preside Mazur il quale, con toni fortemente esagerati e drammatici, lo informa della cattiva condotta del figlio, per come si è comportato durante la giornata e delle gravi conseguenze a cui tale comportamento potrebbe portare. Temendo dunque per la sorte del figlio, a Pippo viene l’idea di partire per un viaggio con lui, fino al lago Destiny, nell'Idaho, luogo in cui da ragazzo andava a pescare insieme a suo padre, nella speranza di rieducare Max ad abitudini sane e genuine. 
Tornato a casa, Max viene informato da Pippo del viaggio che stanno per intraprendere. Max reagisce molto male e si rifiuta di partire, anche perché il viaggio gli impedirebbe di andare alla festa con Roxanne, ma Pippo riesce comunque a imporsi e a farlo salire in macchina. Max chiede a Pippo di fermarsi un momento davanti alla casa di Roxanne, per informarla della cosa. Tuttavia, nel momento in cui Roxanne, delusa, gli comunica che andrà con qualcun altro alla festa, Max, temendo di perderla per sempre, decide di mentirle dicendo che Powerline e suo padre sono vecchi amici, e che l'obiettivo del viaggio è andare con suo padre proprio a Los Angeles al concerto di Powerline, dove salirà sul palco insieme a lui e potrà mandarle un saluto in diretta. Lei, contenta della cosa, gli dà un bacio sulla guancia. Max è entusiasta, ma quando sente Roxanne dire che lo guarderà in TV sul palco, capisce a quel punto di essersi messo nei guai da solo.
Dopo alcune sfortunate esperienze, tra cui una sosta in un decadente luna park a tema opossum, un malriuscito tentativo di campeggio e un incontro con un Bigfoot, Max ha opinioni molto negative di questa vacanza, e durante la notte, mentre Pippo dorme, ne approfitta per cambiare il percorso del viaggio sulla mappa stradale, per poter raggiungere Los Angeles al posto del lago. Il giorno successivo, durante una sosta pranzo presso un diner, Pippo, ignaro di tutto, decide di affidare la mappa e la consultazione della rotta al figlio, dandogli così una maggiore libertà e fiducia, e così i due riescono a scegliere delle tappe e delle attività che soddisfano i gusti di entrambi, migliorando anche il loro rapporto. 
Dopo qualche giorno, PJ e Pietro, anch’essi in vacanza, arrivano per caso allo stesso hotel dove Max e Pippo alloggiano. Qui Pietro, origliando una conversazione tra il figlio e Max, scopre che quest'ultimo ha modificato il percorso sulla cartina per andare a Los Angeles al concerto di Powerline. Subito informa Pippo, il quale sul momento non gli crede minimamente, ma assalito in seguito dal dubbio, va a controllare la mappa, scoprendo con grande delusione che Pietro aveva ragione.
Il giorno dopo Pippo, ancora terribilmente scosso, mette alla prova Max, chiedendogli da che parte debba svoltare una volta arrivati al bivio tra l'Idaho e la California, e intimandogli di "seguire il percorso indicato sulla cartina". Nervoso ma sicuro, Max lo fa girare in direzione di Los Angeles. A questo punto, Pippo si rende definitivamente conto delle intenzioni del figlio e, rimanendone completamente deluso, ferma l'auto nel Grand Canyon, ma senza tirare il freno a mano. Così l'auto inizia a muoversi da sola per la strada in discesa, costringendo i due a seguirla. Nel processo, tra loro scoppia una furiosa discussione e, alla fine, la macchina precipita in un fiume, con Pippo e Max che si trovano a galleggiare sul tettuccio dell'auto. Nella lunga traversata in acqua, padre e figlio riescono finalmente a parlare e a chiarirsi: Pippo, capendo finalmente che il figlio è cresciuto e quanto sia importante per lui essere presente sul palco durante il concerto, decide di accompagnarcelo. 
Dopo essersi salvati da una cascata (frangente in cui Max ha letteralmente "ripescato" il padre dal baratro grazie alla "tecnica del Grande Lancio" appresa pochi giorni prima) i due riescono a giungere a Los Angeles e a salire veramente sul palco per ballare con Powerline, usando anche la tecnica del Grande Lancio in versione freestyle, che impressiona tutti, compreso Powerline stesso, che la integra nella sua performance, mentre Roxanne e gli altri invitati li guardano entusiasti in diretta.
Al ritorno, Max si ferma da Roxanne per confessarle la verità (ossia di non aver mai incontrato Powerline prima del concerto), e le rivela anche di essere innamorato di lei e di aver agito in quel modo solo perché voleva che lei lo notasse. Roxanne però gli risponde che in realtà a lei Max era sempre piaciuto. Dopo aver deciso di uscire insieme, i due finalmente si baciano. Subito dopo, la macchina di Pippo, ridotta ormai a un rottame, esplode. Pippo viene sbalzato in aria, sfonda il tetto del portico della casa di Roxanne e conosce finalmente la ragazza.

## Personaggi
Nel film oltre a Pippo (doppiato in inglese da Bill Farmer), Max (doppiato in inglese da Jason Marsden), PJ (doppiato in inglese da Rob Paulsen) e Pietro Gambadilegno (doppiato in inglese da Jim Cummings), appaiono anche dei personaggi non presenti nella serie Ecco Pippo!, ovvero:
- Roxanne: la ragazza dei sogni di Max, molto dolce, carina e simpatica. Si fidanzerà con lui alla fine del film dopo avergli confessato di aver sempre ricambiato i suoi sentimenti. È doppiata in inglese da Kellie Martin.
- Mazur: il preside della scuola di Max. Molto ligio al dovere, brusco e concentrato sul suo lavoro, sarà lui a informare Pippo del concerto messo in scena dal figlio durante l'assemblea scolastica. È doppiato in inglese da Wallace Shawn, che poi doppiò Rex in Toy Story - Il mondo dei giocattoli.
- Bobby: amico di Max e PJ, è lui ad aiutare Max a fare colpo su Roxanne l'ultimo giorno di scuola, inscenando un concerto in stile Powerline. Va matto per il formaggio spray. Compare anche nel sequel Estremamente Pippo. È doppiato in inglese da Pauly Shore.
- Stacey: la migliore amica di Roxanne, la convince a relazionarsi apertamente con Max e organizza la festa di fine anno scolastico. Alla fine del film sembra nascere qualcosa tra lei e Bobby. È doppiata in inglese da Jenna von Oÿ, che fu accreditata nei titoli di coda come "Jenna von Oy".

In un breve cameo, compaiono anche Topolino (doppiato in inglese da Wayne Allwine) e Paperino nel ruolo di due autostoppisti; Topolino è inoltre visibile tra il pubblico nella scena del concerto di Powerline.

## Colonna sonora
Le canzoni di Powerline "I 2 I" e "Stand Out" sono eseguite dal cantante R&B Tevin Campbell.

## Distribuzione
| Paese               | Prima            | Lingua     | Titolo                               |
| ------------------- | ---------------- | ---------- | ------------------------------------ |
| Stati Uniti         | 7 aprile 1995    | Inglese    | A Goofy Movie                        |
| Australia           | 29 giugno 1995   | Inglese    | A Goofy Movie                        |
| Brasile             | 21 luglio 1995   | Portoghese | Pateta: O Filme                      |
| Hong Kong           | 26 ottobre 1995  | Cantonese  | 一个愚蠢的电影                       |
| Giappone            | 16 dicembre 1995 | Giapponese | グーフィームービー～ホリデーは最高！ |
| Italia              | 6 giugno 1996    | Italiano   | In viaggio con Pippo                 |
| Spagna              | 13 giugno 1996   | Spagnolo   | Goofy y hijo                         |
| Ungheria            | 27 giugno 1996   | Ungherese  | Goofy                                |
| Paesi Bassi         | 27 giugno 1996   | Olandese   | A Goofy Movie                        |
| Turchia             | 28 giugno 1996   | Turco      | Gufi ile oglu                        |
| Francia             | 3 luglio 1996    | Francese   | Dingo et Max                         |
| Danimarca           | 12 luglio 1996   | Danese     | A Goofy Movie                        |
| Polonia             | 12 luglio 1996   | Polacco    | Goofy na wakacjach                   |
| Portogallo          | 12 luglio 1996   | Portoghese | Pateta, o Filme                      |
| Svezia              | 26 luglio 1996   | Svedese    | Janne Långben - The Movie            |
| Norvegia            | 9 agosto 1996    | Norvegese  | En langbeint film                    |
| Germania            | 15 agosto 1996   | Tedesco    | Der Goofy Film                       |
| Finlandia           | 16 agosto 1996   | Finlandese | Hopon poppoo                         |
| Regno Unito Irlanda | 15 ottobre 1996  | Inglese    | A Goofy Movie                        |

### Edizione italiana
Il doppiaggio italiano del film è stato effettuato presso la Royfilm e diretto da Renzo Stacchi su dialoghi di Andrea De Leonardis.

### Edizioni home video
Il film fu pubblicato in VHS in America del Nord il 6 settembre 1995; prima del film è visibile un video musicale per la canzone dei Parachute Express Dr. Looney's Remedy tratta dalla VHS Come Sing with Us!. L'edizione italiana fu invece pubblicata in VHS nel febbraio 1997 e in DVD-Video (in formato 16:9 letterbox e senza sottotitoli in italiano) il 20 gennaio 2000; il DVD fu inizialmente pubblicato dalla Warner Home Video, per poi venire ristampato dalla Buena Vista Home Entertainment. Il 20 giugno 2000 il film fu pubblicato in una nuova edizione VHS e in DVD in America del Nord; entrambe le edizioni includono l'episodio di Ecco Pippo! "La grande rimpatriata", mentre il DVD (che presenta il film in formato 4:3 pan and scan come le VHS) include anche un gioco a quiz, uno storybook sul film, l'episodio di Disneyland "The Goofy Success Story", una versione Disney del video musicale di Mambo No. 5 e il trailer del film. Il film fu pubblicato in Blu-ray Disc come esclusiva del Disney Movie Club il 23 aprile 2019.

## Origini
I personaggi principali del film, Pippo, Max, Pietro Gambadilegno e P.J. sono basati sulle loro controparti della serie televisiva Ecco Pippo!, prodotta poco tempo prima. Nella serie TV Max era uno studente della scuola media, mentre in questo film è raffigurato come uno studente liceale e quindi più grande. Altri personaggi importanti di Ecco Pippo! non fanno la loro apparizione nel film, come la moglie di Gambadilegno, Peg, sua figlia Carabina (Pistol nella versione americana), il gatto Cialda (Waffles) e il cane Tigre (Chainsaw). Ciononostante un personaggio che ricorda vagamente Carabina compare nella scena in cui Pippo e Pietro lavorano come fotografi, sempre doppiata da Monica Ward nell'edizione italiana.

## Sequel
Un sequel del film fu distribuito nel 2000, intitolato Estremamente Pippo. Il seguito inizia dopo gli eventi del primo film, mostrando Max alle prese col suo primo anno di college. I personaggi presenti sono quelli già visti nel film precedente ad eccezione di Roxanne, la ragazza di cui Max si era innamorato in precedenza, che è assente e della quale non si fa nessun accenno in questo secondo film.